# Wang Zengqi
Wang Zengqi (chinesisch 汪曾祺, Pinyin Wāng Zēngqí, * 5. März 1920 im Kreis Gaoyou, Provinz Jiangsu; † 16. Mai 1997) war ein chinesischer Schriftsteller.

## Leben
Wang Zengqi begann im Jahr 1940 zu schreiben. In den 1980er Jahren war er in Peking als Szenarist bei einer Peking-Oper-Truppe tätig.
Er veröffentlichte diverse Erzählungen.

## Werke (Auswahl)
- Danao jishi, Erzählung, 1981
- Wanfan hou de gushi, Erzählung, 1981